# Minigolf

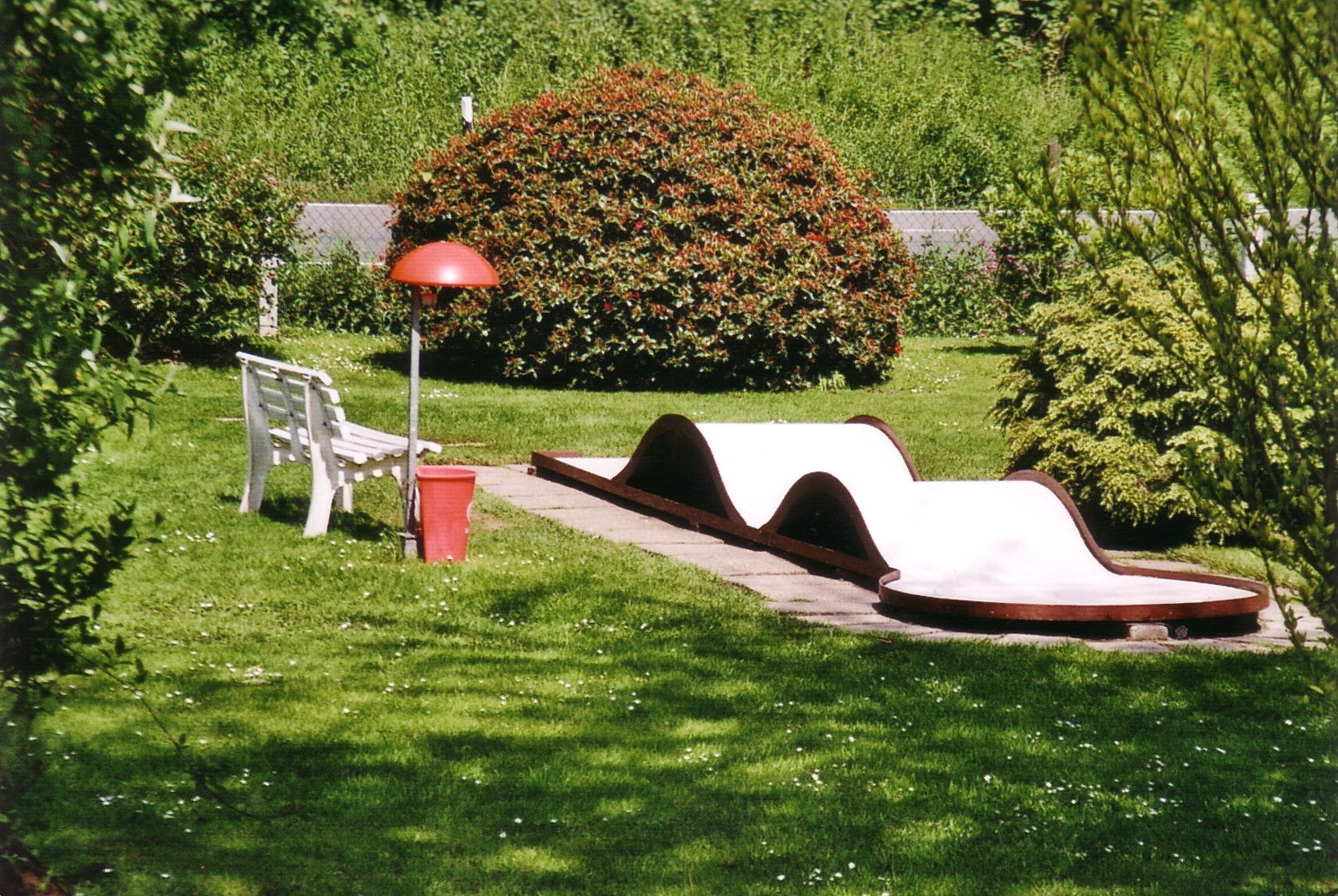
Minigolf in Herdecke.

Minigolf (in Nederland ook midgetgolf genoemd) is een sport en een populaire vakantiebezigheid. De bedoeling is een parcours van 18 holes met zo min mogelijk slagen af te leggen.
Minigolf is afgeleid van golf. Een van de verschillen is dat bij golf grote afstanden moeten worden afgelegd en hier slechts enkele meters. Minigolf wordt in competitieverband gespeeld, in de Verenigde Staten ook professioneel. Voor recreatieve doeleinden zijn minigolfbanen te vinden in vakantieparken, pretparken of lokale toeristische locaties.

## Baan
Elke baan is voorzien van een cirkelvormige, rechthoekige of vierkante afslagplaats. De meeste banen zijn gemaakt van beton of een ander sterk materiaal zoals asbestcement, zodat ze niet snel beschadigd worden en weinig onderhoud vergen. Er zijn ook banen van gravel of bedekt met (kunst)gras, maar deze worden normaliter niet voor officiële wedstrijden gebruikt.  
Een minigolfbaan heeft net als een golfbaan 18 holes. Bijna elke hole heeft een hindernis in de vorm van een looping, heuvel of bocht(en). Deze vormen zijn voor een wedstrijdbaan gestandaardiseerd. De banen die officieel bekendstaan als wedstrijdbaan zijn aangesloten bij de Nederlandse Minigolf Bond (NMB). 

## Regels
Voorbeeld van enkele regels:
- Een minigolfspeler speelt met een putter en mag zo veel ballen meenemen als hij denkt nodig te hebben (er zijn ongeveer 9000 verschillende ballen). Deze ballen hebben verschillende eigenschappen qua spronghoogte, gewicht en hardheid, en sommige zijn zó moeilijk verkrijgbaar dat er veel geld voor wordt geboden. Een bal kost meestal tussen de 10 en 15 euro. Recreatieve spelers ontvangen bij de baan één club en één bal waarmee zij de gehele baan spelen.
- De materiaalkeuze voor een minigolfbal is vrij, alleen de doorsnee moet tussen de 3,7 en 4,3 cm zijn. De bal, die bij 25 graden Celsius op beton valt vanaf 100 cm hoogte, mag niet hoger opstuiten dan 85 cm.
- De putter mag  voorzien zijn van een rubber laagje zodat het contact met de bal op een rustige manier gebeurt. Hierdoor heeft de speler meer controle over de bal. Recreatieve spelers gebruiken de  putter die ze bij de baan huren, maar het is toegestaan een eigen putter mee te nemen.
- Als de bal de baan verlaat wordt er een extra strafpunt toegekend. Dit geldt alleen als de bal de baan verlaat na de hindernis. Als de bal de baan vóór de hindernis verlaat, worden geen strafpunten toegekend.

## Kampioenschappen
In 1999 werd het wereldkampioenschap georganiseerd op Papendal bij Arnhem. Bij het wereldkampioenschap 2017 in Kroatië kwam het Nederlands damesteam niet verder dan een zevende plek, terwijl de heren genoegen moesten nemen met plaats negen. Bij EK 2018 in Predazzo bereikten de Nederlandse heren de zevende plek op de ranglijst terwijl België niet verder kwam dan negen. De dames kwamen niet verder dan een achtste en laatste plaats.

## Variant: Glowgolf
Een indoorvariant op minigolf is Glowgolf. Hierbij speelt men in een donkere, overdekte ruimte op banen met fluorescerende randen, obstakels, holes en figuren. Ook speelt men met een fluorescerende club en bal, zodat deze goed te zien zijn op de donkere banen. Elke Glowgolfbaan heeft een ander thema. In tegenstelling tot een minigolfbaan bestaat een Glowgolfbaan uit slechts 15 holes. 

## Variant: Prison Golf
Een tweede, zeer spectaculaire variant op minigolf is Prison Golf. Dit is een combinatie van minigolf en een escape room. De baan bestaat hierbij uit slechts 10 holes. Deze 10 holes bevinden zich in even zoveel cellen. Bij elke hole kan met een spinner de moeilijkheidsgraad worden bepaald om het spel nog spectaculairder te maken, zo moet men bijvoorbeeld met de club achterste voren spelen of met de ogen dicht afslaan. Ook krijgt men een special effect te zien als er een hole-in-one wordt geslagen. De hole kleurt dan hierbij groen. Lukt dit niet, dan kleurt deze oranje of rood en heeft men meer slagen nodig. De score wordt hierbij bijgehouden met een speciale app die te vinden is in de verschillende app-stores. De eerste Prison Golf werd op 15 maart 2024 geopend in Fun Village in Rotterdam.